# Lazgi
Il Lazgi è il genere di musica  e danze tradizionale del popolo della Corasmia (attualmente  regione uzbeka del Khwārizm in Uzbekistan). Molto popolari in Uzbekistan che all'estero e negli stati limitrofi. Sono danze molto accese, energiche e di un forte temperamento. In contrasto alla danza calma e lenta di Bukhara e Samarcanda,  i ballerini corasmi inizialmente molto ritmici, e alla fine della danza, e tutto il ritmo diventa incontrollabile.
Lazgi oggi, è il più famoso ballo della Corasmia. Per questa danza è caratterizzata dal movimento sulle gambe piegate, spalle e agitando le mani con campane tintinnanti, fissate su di esse.
Il canto è composto da un piccolo ingresso e 3 parti. La danza inizia lentamente. Carattere di una melodia via via accelera sempre di più. In Corasmia sono 9 tipi di danza, vale a dire levigati (ideale) Lazgi (uzbeka. «Qayroq lazgisi»), per la somma di Lazgi Dutar (uzbeko. «Dutor lazgisi»), per la somma di Lazgi surnay uzbeko. «Surnay lazgisi», ecc.

## Artisti famosi canzoni
Malika Kolontarova (Artista del popolo dell'Unione Sovietica), Hulkar Abdullaeva, Firuza Džumaniëzova, Otadžon Hudojšukurov, Maral Ibragimova i Botir Kodirov.